# شهراب (سيد جمال الدين)
شهراب (بالفارسية: شهراب) هي قرية تقع في إيران في قسم سید جمال الدین الريفي. يقدر عدد سكانها بـ 107 نسمة بحسب إحصاء 2016.